# Kaffebröd

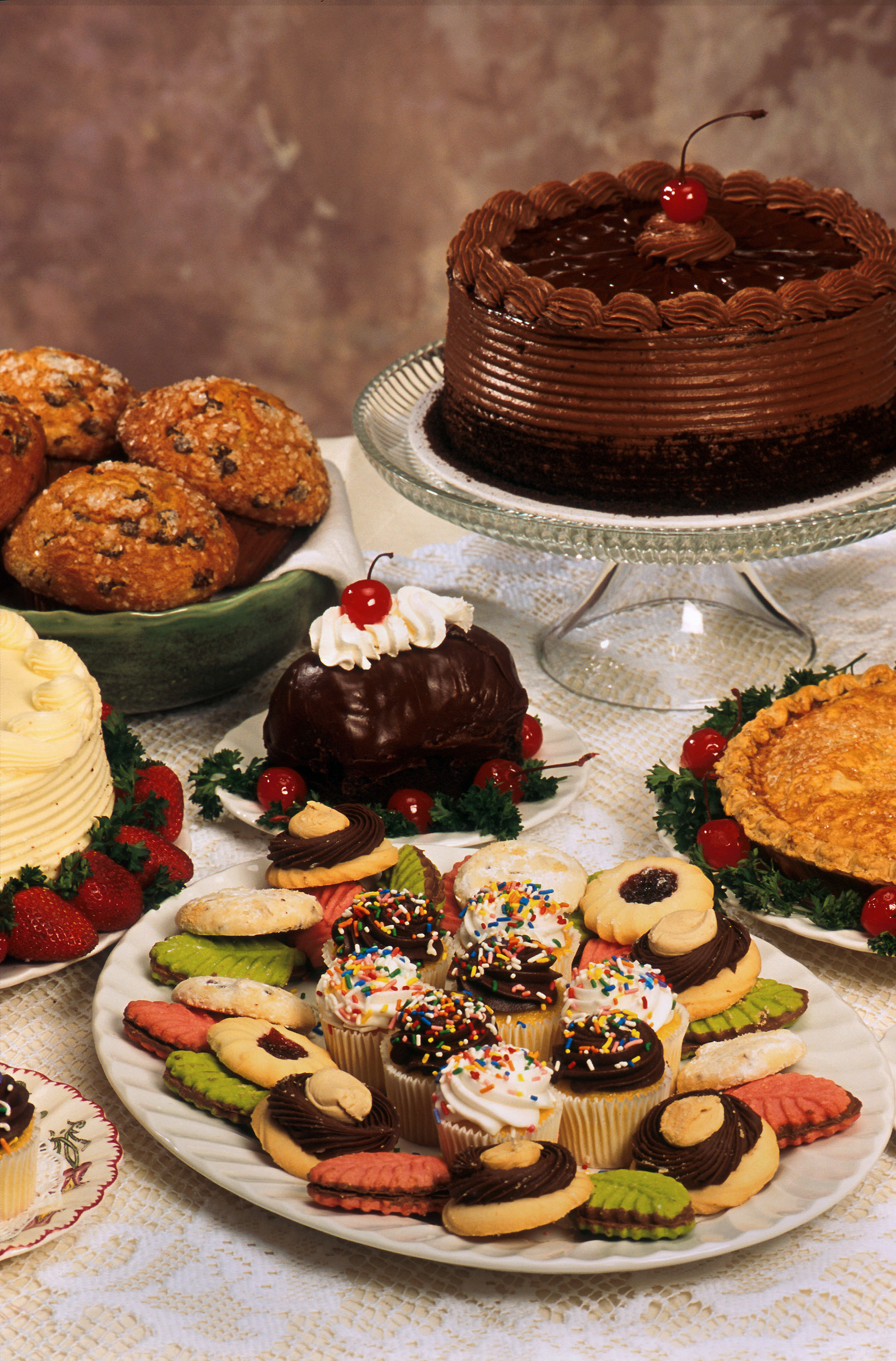
Kaffebröd och tårta.

Kaffebröd är bakverk, i synnerhet söta sådana, som äts till dryck. Kaffebröd kan vara mjukt eller hårt och bakat med jäst eller bakpulver. Exempel på kaffebröd i Sverige är wienerbröd, kanelbullar, vetelängd, sockerkaka, tigerkaka och småkakor (sju sorters kakor). Kaffebröd är omskrivet sedan mitten av 1800-talet och ursprungligen avsett att serveras till kaffe. Vetebröd serverades inledningsvis enbart till kaffe.
Fikabröd är en synonym som förekommer efter att ordet fika blivit folkligt i Sverige. Det finns i Svenska Akademiens ordlista över svenska språket (tryckår 2015).
Kafferep är en sammankomst då olika kaffebröd traditionellt äts i en förbestämd ordning, medan kakbuffé innebär valfri ordning.